# Dracula inaequalis
Dracula inaequalis es una especie de orquídea epifita. Esta especie se distribuye en Colombia y Venezuela.

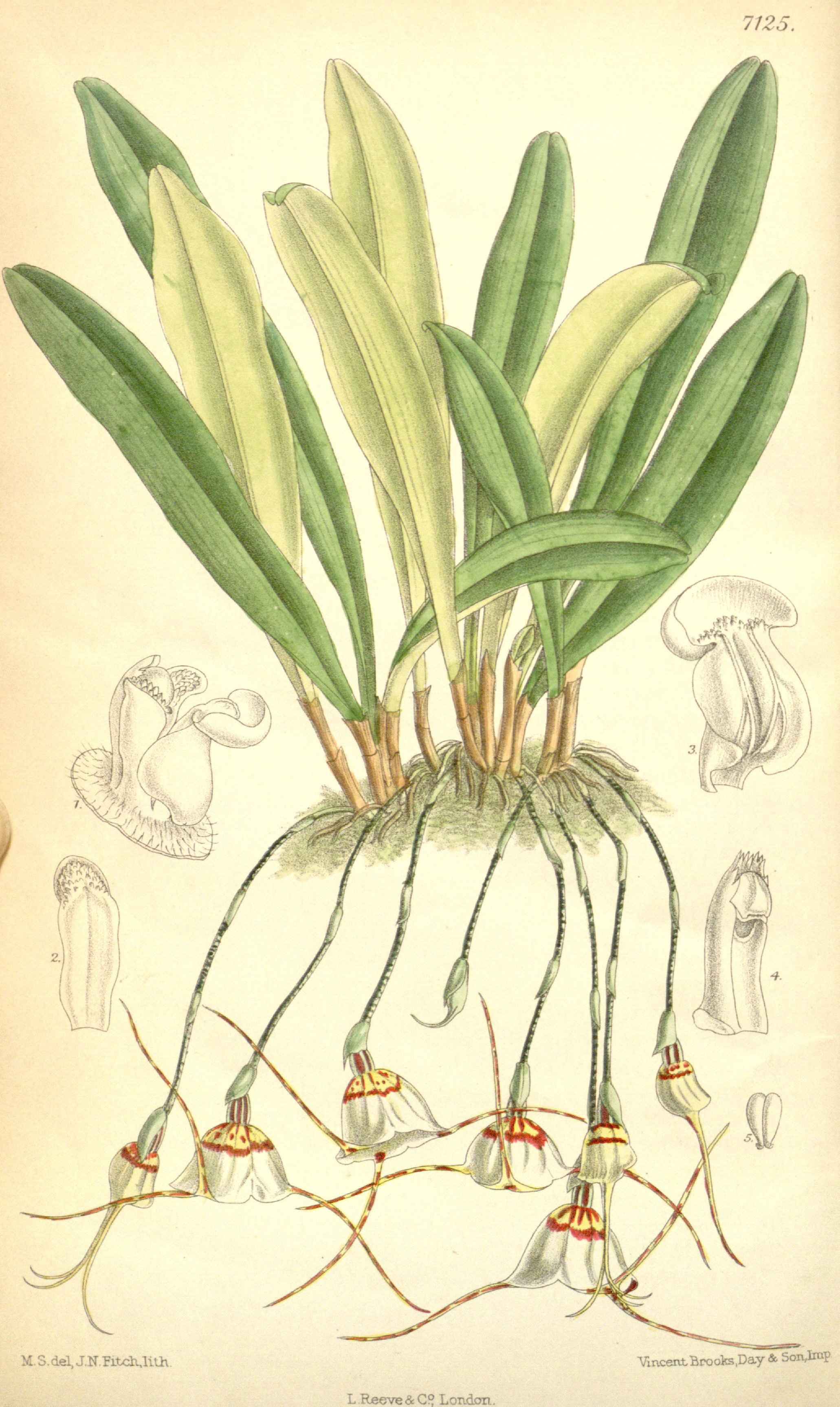
Dracula inaequalis
(como sin. Masdevallia carderi)
placa 7125 en:
Curtis's Bot. Magazine
(Orchidaceae), vol. 116,
(1890)

## Descripción
Es una orquídea de tamaño pequeño, con hábito de epifita y con ramicaules erguidos, que están envuelto basalmente por 2-3 vainas sueltas, tubulares y que llevan una sola hoja, apical, erecta, delgadamente coriácea, carinada, estrechamente elíptica, aguda, estrechándose gradualmente abajo en la base conduplicada y peciolada. Florece a finales de primavera hasta principios de otoño en una inflorescencia delgada, colgante de 17,5 cm con sucesivamente pocas flores que surge de la parte baja en el ramicaule con 2-3 brácteas reprimidas, una larga y tubular bráctea y la única flor en forma de campana muy por debajo de la planta.

## Distribución y hábitat
Se encuentra en Colombia y Ecuador en las selvas tropicales y colinas en altitudes de 400 a 2.200 metros.   

## Taxonomía
Dracula inaequalis fue descrita por (Rchb.f.) Luer & R.Escobar y publicado en Selbyana 7: 65. 1982.
Etimología
Dracula: nombre genérico que deriva del latín y significa: "pequeño dragón", haciendo referencia al extraño aspecto que presenta con dos largas espuelas que salen de los sépalos.
inaequalis; epíteto latíno que significa "desigual", en referencia a sus sépalos desiguales.
Sinonimia
- Masdevallia inaequalis Rchb.f. (Basionym)
- Masdevallia carderi Rchb.f.
- Dracula carderi (Rchb.f.) Luer[5][6]